# Colegio de Arquitectos del Perú
El Colegio de Arquitectos del Perú es una agrupación gremial, con estatus de persona jurídica, que agrupa a los arquitectos peruanos. Tiene como función supervisar a los profesionales de Arquitectura del país. Tiene su sede en la ciudad de Lima.

## Historia
La Sociedad Peruana de Arquitectos fue fundada el 6 de noviembre de 1937. Tuvo como finalidad realizar una intensa tarea de promoción para distinguir la diferencia entre la Arquitectura y la Ingeniería, pues hasta 1957 la Universidad sólo otorgaba títulos con el grado de Ingeniero en la Especialidad de Arquitectura.
La primera Junta Directiva de esta nueva Sociedad a la cual se le confió la elaboración del Estatuto estuvo conformada por los arquitectos Rafael Marquina, Héctor Velarde Bergman, Julio Haaker Fort, José Álvarez Calderón, Roberto Haaker Fort, Guillermo Payet Garreta, Alfredo Danmert Muelle, Alfonso Estremadoyro Navarro, Augusto Guzmán Robles, Joaquín Miró Quesada, Luis Velásquez Gómez Sánchez, Carlos Granda Vásquez de Velasco, Gabriel Tizón Ferreyros, Alfredo Málaga Bresani, Pablo Fernández Fernández, José Rojas Cáceres, Leopoldo Arosemena Cevasco, Clotilde Mendiola y Fernando Belaúnde Terry. 
Años después, el 8 de junio de 1962, se constituyó el Colegio de Arquitectos del Perú con la Ley N.º 14085 que dio autonomía con personería jurídica a la Institución. El gremio se amparó en un mecanismo jurídico que fortaleció su organización dentro de las normas específicas, y así garantizó el servicio y la protección de cada uno de sus miembros.
El 24 de enero de 1964 se instaló la Primera Junta Directiva del Colegio de Arquitectos del Perú, acto en el cual el arquitecto Marcelo Elejalde Vargas, en su condición de Presidente de la Sociedad de Arquitectos, transfirió la personería jurídica de la institución a las nuevas autoridades bajo la presidencia del Arq. Alfredo Dammert Muelle, quien fue el primer Decano del Colegio de Arquitectos del Perú.
A lo largo del medio siglo, el Colegio de Arquitectos ha funcionado en tres locales diferentes, el primero data de 1976 en el centro histórico de Lima, en un inmueble de propiedad del CAP, ubicado en la cuadra 5 de la Av. Tacna, el cual fue la antigua sede de la Sociedad Arquitectos del Perú. Posteriormente el traslado fue a un local alquilado en la Av. Arequipa, y después en el inmueble propio de la cuadra 9 de la Av. San Felipe en Jesús María.

## Premios y distinciones
En el marco de la Bienal de Arquitectura Peruana:
1. Arquitectura – Premio Héxágono de Oro – “Arq. Fernando Belaunde Terry”
2. Patrimonio y Compromiso Ambiental (Concurso Internacional)-Premio Hexàgono de Plata – “Arq. Juan Torres Higueras”
3. Planeamiento Urbano y Urbanismo – Premio Hexágono de Cobre– “Arq. Luis Miro Quesada Garland”.
4. Innovación Arquitectónica – Premio Hexágono de Acero – “Arq. Enrique Seoane Ross”
5. Investigación Teoría y Crítica – “Premio Arq. Héctor Velarde Bergman”
6. Proyectos no ejecutados - “Premio Arq. José de Col Zanatti”
7. Proyectos estudiantiles – “Premio Juan Tokeshi”

## Hexágono de Oro
Es el mayor reconocimiento que puede recibir una obra arquitectónica en el Perú. Es otorgado por el Jurado de la Bienal de Arquitectura del Perú entre los proyectos laureados con el Hexágono de Plata del mismo año. Consta de un trofeo, un reconocimiento económico y un diploma.

## Lista de decanos nacionales
A lo largo de la historia de la institución ocuparon el cargo de decanos los siguientes arquitectos:
- Alfredo Dammert Muelle
- Oswaldo Jimeno Aguilar
- Carlos Morales Machiavello
- Hilde Scheuch de Zamora
- Juan Benites Dubeau
- Juan Luis Torres Higueras
- Manuel Callirgos Gamarra
- Carlos De Martis Bazo
- Julio Viale Sironi
- Eduardo Orrego Villacorta
- Carlos Remar Arana
- Guillermo Proaño Rivero
- Eduardo Chullén Dejo
- Nicanor Obando Oliva
- Leonidas Machicao Alborta
- Fernando Bryce Lostaunau
- Miguel Romero Sotelo
- Jose Alberto Canales López
- Pablo Alberto Velarde Andrade
- Martín Javier Sota Nadal
- Shirley Emperatriz Chilet Cama
- José Enrique Arispe
- Artuyo Yep Abantyo
- Juan José Alcázar Flores